# Neuronema zhamanum
Neuronema zhamanum är en insektsart som först beskrevs av C.-k. Yang 1981.  Neuronema zhamanum ingår i släktet Neuronema och familjen florsländor. Inga underarter finns listade i Catalogue of Life.